# Wildhaus-Alt St. Johann
Wildhaus-Alt St. Johann ist eine politische Gemeinde im Obertoggenburg im Kanton St. Gallen in der Schweiz.
Sie entstand auf den 1. Januar 2010 durch Fusion. Die Stimmberechtigten der Gemeinden Wildhaus und Alt St. Johann im oberen Toggenburg hatten sich Ende 2008 in Gemeindeversammlungen entschieden, ihre Gemeinden zu fusionieren.
Die Region im obersten Toggenburg ist flächenmässig die drittgrösste und zugleich die höchstgelegene Gemeinde im Kanton St. Gallen. In dieser Natur- und Gebirgslandschaft wohnen 2653 Menschen (Ende 2010), und zur Gemeinde zählen die Dörfer Wildhaus, Unterwasser, Alt St. Johann sowie der Weiler Starkenbach.

Historisches Luftbild von Werner Friedli von 1954

## Wappen
Beschreibung
Gespalten von blau und silber (weiß). Vorn über zweimal geteiltem silbernem Wellenbalken ein silbernes Kreuz, hinten auf grünem Berg ein stehender schwarzer Steinbock.
Mit der Fusion erhielt die neue Gesamtgemeinde ein neues Gemeindewappen. Die Bevölkerung hat verlangt, dass der Steinbock aus dem Wappen der bisherigen Gemeinde Wildhaus in das neue Wappen integriert werde.
Durch die Fusion erhielt die neue Gesamtgemeinde zudem ein neues Logo. Die grünen Linien repräsentieren die Vegetation des Tales, die blaue das Wasser. Das Logo wird von der Schule und von der Feuerwehr genutzt.

Logo der Gemeinde